# Monastère de Slanci
Le monastère de Slanci (en serbe cyrillique : Манастир Сланци ; en serbe latin : Manastir Slanci) est un monastère orthodoxe serbe situé à Slanci, en Serbie, sur le territoire de la Ville de Belgrade et dans la municipalité de Palilula. Il relève de l'archevêché de Belgrade-Karlovci et est dédié à saint Étienne. En raison des découvertes qui y ont été effectuées, il est inscrit sur la liste des sites archéologiques protégés de la République de Serbie et sur celle des biens culturels de la Ville de Belgrade.

## Présentation
Le monastère de Slanci, qui remonte à la fin de État serbe médiéval, est mentionné pour la première fois dans des sources ottomanes datant de 1560. Il a été plusieurs détruits puis reconstruits pour disparaître en 1833.
La chapelle actuelle a été construite en 1900 et reconstruite en 1969, en même temps que la reconstruction du monastère tout entier selon des plans de l'architecte Dragan Tadić ; cette reconstruction s'est achevée en 1970.